# Rain and Tears
«Rain and Tears» es una canción interpretada por la banda griega Aphrodite's Child. Fue publicada el 19 de julio de 1968 como el sencillo principal de su primer álbum de estudio End of the World.
Se convirtió en un gran éxito en toda Europa, alcanzando el número uno en Francia, el número dos en varios otros países y entrando en el top 30 en el Reino Unido y Alemania Occidental.

## Composición y arreglos
La canción se basó en Pachelbel's Canon. Fue producida por Pierre Sberro, y arreglada por Evangelos Papathanassiou y Boris Bergman. Musicalmente, «Rain and Tears» ha sido descrita como una canción de baroque pop y baroque rock.

## Posicionamiento

### Gráfica semanal
| Gráfica (1968–69)                       | Pico de posición |
| --------------------------------------- | ---------------- |
| Alemania (Official German Charts)       | 28               |
| Bélgica (Flandes) (Ultratop 50 Singles) | 7                |
| Bélgica (Valonia) (Ultratop 50 Singles) | 1                |
| Francia (IFOP)                          | 1                |
| Italia (Musica e dischi)                | 1                |
| Noruega (VG-lista)                      | 2                |
| Países Bajos (Nederlandse Top 40)       | 2                |
| Países Bajos (Single Top 100)           | 2                |
| Reino Unido (UK Singles Chart)          | 29               |
| Suiza (Schweizer Hitparade)             | 2                |

### Gráfica de fin de año
| Gráfica (1968)                          | Pico de posición |
| --------------------------------------- | ---------------- |
| Bélgica (Flandes) (Ultratop 50 Singles) | 39               |
| Francia (IFOP)                          | 2                |
| Países Bajos (Nederlandse Top 40)       | 11               |

## Otras versiones
- La banda neozelandesa The Hi-Revving Tongues lanzó una versión de la canción en 1969 y alcanzó la posición #1 en la lista de sencillos de Nueva Zelanda.[18]